# 光學倍率
光學倍率（optical power）又稱折光率、屈光率、屈光力（眼科）（refractive power, dioptric power）、焦度（focal power）、光焦度，是透鏡或曲面鏡會聚或發散光線的程度，等于光学设备或眼球屈光介质焦距的倒数：P = 1/f，与焦距成反比。高光学倍率对应于短焦距。光学倍率國際單位制的單位是反米（m-1），称为屈光度（diopter）。
將2個或更多個薄透鏡組合在一起，組合透鏡的光學倍率是接近各別透鏡的總和或是更好。光學倍率通常在幾何光學的光線追蹤或是眼科學中用於描述透鏡的特性。
眼睛的折光率太高或是太低，就不能將光線正確的匯聚在視網膜的焦點上而產生屈光不正。近視眼有著過高的光學倍率，因此光在視網膜的前方聚集（也就是說透鏡的焦距太短）。反過來說，遠視眼是光學倍率太低，因此當眼睛在放鬆狀態時，光線匯聚在視網膜的後方（相當於透鏡的焦距太長）。眼睛的折光率在不同的平面上各自不同就稱為散光，散光是一隻眼睛的折射率與其他部位不同的現象。

## 其他條目
- 聚散度